# 稲葉年哉
稲葉 年哉（いなば としや、1987年11月26日 - ）は、熊本県出身の俳優。身長182cm。スタッフ・テン所属。かつては劇団東京オレンジに所属していた。
2016年、オムニバス映画『スクラップスクラッパー』のうち、「ファミリーB」（監督：吉野耕平）のオーディションで採用された。

## 出演

### テレビドラマ
- ドクターX〜外科医・大門未知子〜2（2013年、テレビ朝日） - 仁藤裕一 役
- 土曜ワイド劇場（テレビ朝日）
  - 検事・朝日奈耀子 14（2013年10月26日） - 猪巻清二 役
  - 森村誠一作家50年記念 終着駅シリーズ 29（2015年9月26日） - 刑事 役
- 家政婦は見た!（2014年3月2日、テレビ朝日）
- シンデレラデート（2014年、フジテレビ） - 水沢京平 役
- 連続ドラマW 贖罪の奏鳴曲（2015年、WOWOW）
- 水曜ミステリー9「信州山岳刑事 道原伝吉4」（2015年10月28日、テレビ東京） - 居酒屋の客 役
- 相棒 Season14 第9話「秘密の家」（2015年12月16日、テレビ朝日） - 室田繁 役
- 月曜ゴールデン「検察事務官 黒ユリ」（2016年2月22日、TBS）
- ソタイ2 組織犯罪対策課（2016年4月13日、テレビ東京） - 刑事 役
- ドクターX〜外科医・大門未知子〜4 第8話（2016年12月1日、テレビ朝日）
- 嫌われる勇気 第2話（2017年1月19日、フジテレビ）
- 家売るオンナの逆襲 第10話（2019年3月13日、日本テレビ）
- これは経費で落ちません!（2019年、NHK総合） - 谷川翔太 役

### 映画
- スクラップスクラッパー（2016年） - 主演
- 東京ウィンドオーケストラ（2017年）
- 君から目が離せない Eyes On You（2019年） - 声の出演

### 舞台
- 世界の果てからこんにちは（2011年）
- ワーニャおじさん（2014年）

### MV
- Little Glee Monster『ギュッと』〜きっとキュンとなる7分間〜 ショートムービー[2]

### その他
- 高知県宿毛市PR動画「宿毛にいきたい」[3]